# Richard Seifert

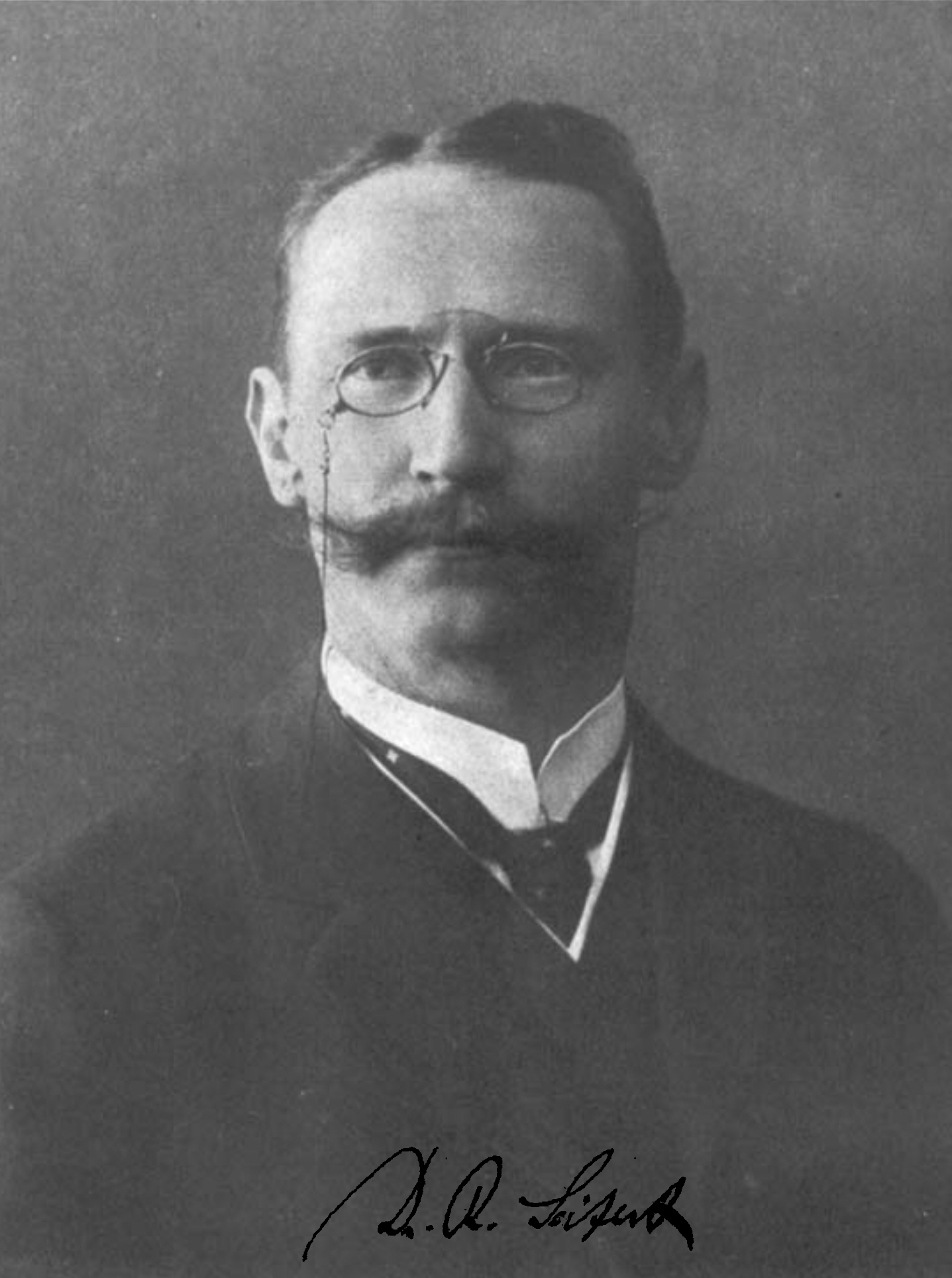
Richard Seifert (um 1907)

Bruno Richard Seifert (* 19. Oktober 1861 in Schmorkau, Oberlausitz; † 25. Juni 1919 in Neucoswig) war ein deutscher Chemiker sowie ab 1907 Generaldirektor (entsprechend heute Vorstandsvorsitzender) der Chemischen Fabrik v. Heyden. Seine Zeitgenossen gaben ihm den Beinamen „Chemiker von Gottes Gnaden“. Neben zahllosen anderen Produkten stammt von ihm die Rezeptur zu einem Mundwasser, das sein Freund Karl August Lingner als Odol erfolgreich vermarktete.

## Leben
Richard Seifert erhielt seine Ausbildung von 1880 bis 1885 bei Rudolf Schmitt, dem Leiter der chemischen Abteilung des Königlich-Sächsischen Polytechnikums in Dresden, dessen bekanntester Schüler er wurde. Als Schmitts Assistent war er wesentlich an der Entwicklung der Salicylsäure-Synthese beteiligt, was ihm am 1. Juni 1885 die Anstellung in der Salicylsäurefabrik von Heyden in Radebeul ermöglichte. Seine bahnbrechenden Arbeiten dort brachten ihm den Beinamen „Chemiker von Gottes Gnaden“ ein.
So führte er mit dem Ergebnis der Ausbeuteverdopplung die von Rudolf Schmitt entwickelte Salicylsäure-Synthese unter CO2 in die betriebliche Arbeit ein, was dem Werk die Erschließung neuer Anwendungsgebiete ermöglichte. Seine Erfahrungen mit Salol® wurden unter der Bezeichnung Salol-Prinzip zu einer Leitlinie der Arzneimittelforschung, darüber hinaus wurde Salol® zu einem der wesentlichen Bestandteile der Rezeptur eines Mundwasser-Antiseptikums, das er 1892 nach mehrjähriger Forschungsarbeit seinem Freund Karl August Lingner zur Vermarktung überließ (Odol). Die von Seifert synthetisierten Bismut-Verbindungen Xeroform und Noviform halfen, das vorherrschende Jodoform zu verdrängen. Eine von ihm patentierte Synthese von Benzoesäuresulfimid führte zu den Süßstoffen Zuckerin und Crystallose.
Ab 1899 war er, zusammen mit dem späteren Kommerzienrat Robert Vorländer, Direktor der in Chemische Fabrik v. Heyden umbenannten Arbeitsstätte, eine Entwicklung, die auf der technischen Seite großenteils Seifert zu verdanken ist. Darüber hinaus baute Seifert weitere Fabriken auf. 1905 wurde ihm wegen seiner Leistungen der Professorentitel verliehen. 1907 übernahm er von dem scheidenden Carl Kolbe den Generaldirektorposten.
Unter Seiferts Ägide wurde für das Hauptprodukt, die Acetylsalicylsäure, 1897 der Markenname Acetylin angemeldet. Bayer versuchte 1899 vergeblich, sein Aspirin bzw. das Verfahren zur Herstellung patentieren zu lassen, lediglich der Markenname Aspirin ließ sich schützen. In Zusammenarbeit mit dem Chirurgen Benno Credé entwickelte das Unternehmen ein Silberkolloid zur Wundbehandlung und Desinfektion, dem der 1894 dazugekommene von Hößle zahlreiche weitere Kolloide folgen ließ. Wichtig waren darunter das Silberkolloid Collargol sowie Kolloide aus Quecksilber, Schwefel und Eisen, kommerziell sehr erfolgreich wurden die Bobinen genannten Goldmundstücke für Zigaretten. Wichtige Produkte zur Röntgentechnik waren die Ossalschirme und Azuraschirme sowie die Heyden-Folie und die Heyden-Kassette.
Von 1899, als Seifert den Direktorenposten übernahm, wuchs die Chemische Fabrik v. Heyden von 600 Beschäftigten auf 1.500 im Jahr 1914.
Während des Ersten Weltkriegs wurden neben dem Desinfektionsmittel Kreosotinkresol die zur Kunstlederherstellung geeigneten Weichmacher Triphenylphosphat, Trikresylphosphat und Dikresylphosphat entwickelt und produziert. Auf der Basis des Trikresylphosphats entstand das weltweit erste Kunstleder.
Seit dem Ende des 19. Jahrhunderts lebte Seifert im eigenen Haus in der heutigen Wichernstraße 6b (Villa Marianne) in Radebeul, 1911 ließ er sich zusammen mit dem Kaufmann Otto Walther die Villa Tautzschgenhof im Graue-Presse-Weg 62 auf der Hangkante zwischen Wahnsdorf und Oberlößnitz errichten.
Noch während des Ersten Weltkriegs musste der überarbeitete Seifert wegen „akuter Erschöpfung“ die Leitung der Fabrik abgeben. Seifert starb am 25. Juni 1919 kinderlos in der Nervenheilanstalt Lindenhof (heute Fachkrankenhaus Coswig) in Neucoswig, welches heute zu Coswig gehört. Ursache war eine Darmentzündung. Seifert wurde im elterlichen Grab auf dem Alten Annenfriedhof in Dresden beerdigt. Das Grab ist seit längerem beräumt, lediglich ein Eintrag im Friedhofsbuch existiert noch zu Richard Seifert.

## Ehrung

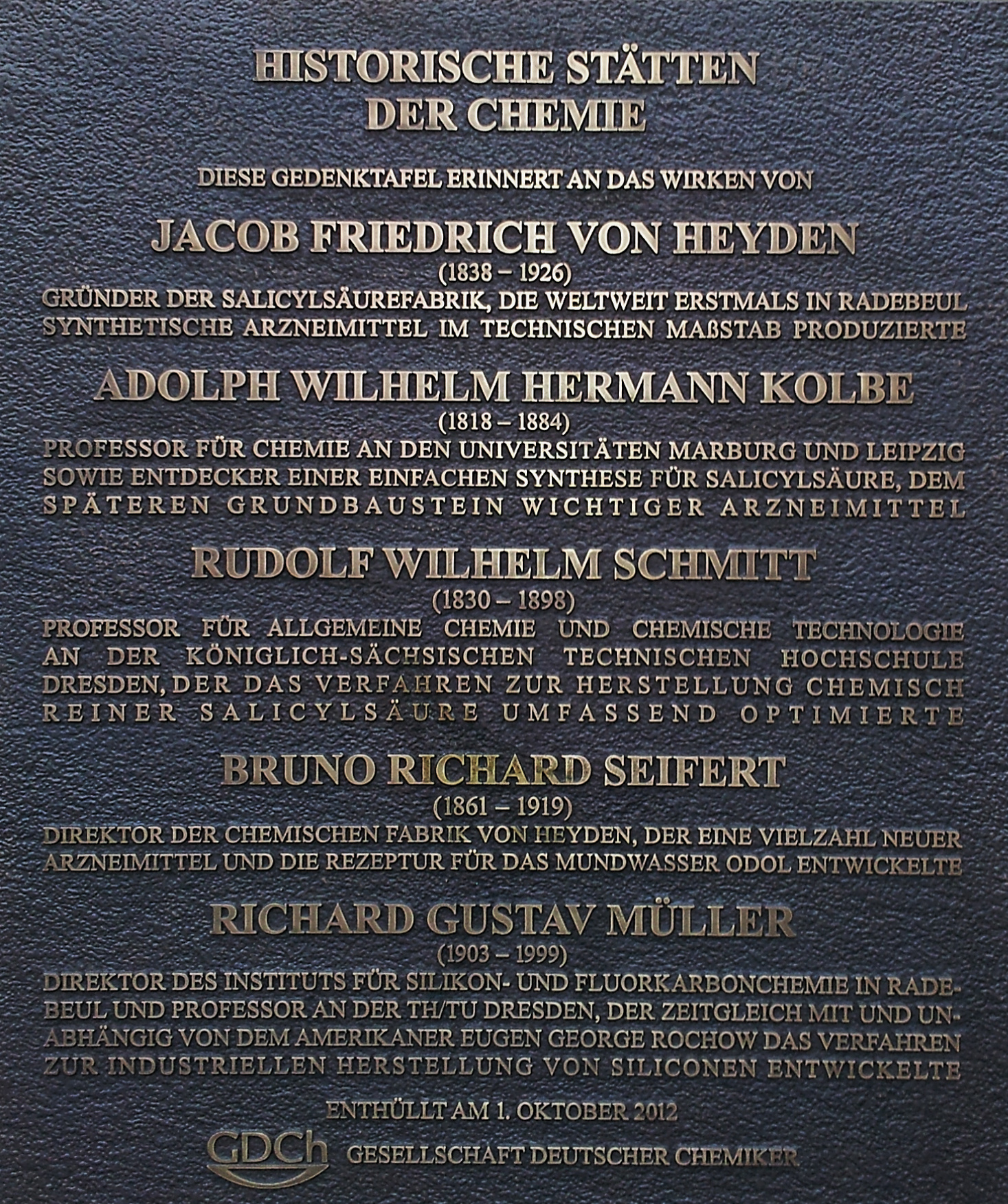
Gedenktafel der GDCh an der Chemischen Fabrik v. Heyden, Meißner Straße 35 in Radebeul

Seit dem 1. Oktober 2012 ist die ehemalige Salicylsäurefabrik und spätere Chemische Fabrik Dr. F. von Heyden eine der Historischen Stätten der Chemie, ausgezeichnet durch die Gesellschaft Deutscher Chemiker (GDCh) im Rahmen eines Festakts mit einer Gedenktafel am Hauptgebäude in Radebeul. Diese erinnert an das Wirken von Jacob Friedrich von Heyden, Adolf Wilhelm Hermann Kolbe, Rudolf Wilhelm Schmitt, Bruno Richard Seifert und Richard Gustav Müller.